# Целик, Кирилл Иванович
Кирилл Иванович Целик (23.02.1915 — 08.02.1945) — командир 2-го дивизиона 411-го миномётного полка 24-й миномётной бригады 14-й артиллерийской дивизии прорыва 5-й ударной армии 1-го Белорусского фронта, капитан. Герой Советского Союза.

## Биография
Родился 23 февраля 1915 года в селе Великая Косница Ямпольского уезда Подольской губернии Российской империи в крестьянской семье. Украинец. В 1930 году окончил 7 классов. Работал в колхозе счетоводом.
В Красной Армии с 1937 года. В 1940 году окончил Киевское военное пехотное училище.
На фронтах Великой Отечественной войны с 1941 года. Сражался на Юго-Западном, Северо-Западном, Калининском, Брянском, 1-м Украинском, 1-м Белорусском фронтах.
Член ВКП(б) с 1942 года. 
8 февраля 1945 года в боях на кюстринском плацдарме командир 2-го дивизиона 411-го миномётного полка капитан Кирилл Целик, находясь на передовом наблюдательном пункте, умело управлял огнём дивизиона. В критический момент боя капитан К. И. Целик вызвал огонь на себя. В этом бою он погиб.
Похоронен у польского города Костшин-над-Одрой.
Указом Президиума Верховного Совета СССР от 15 мая 1946 года за образцовое выполнение боевых заданий командования на фронте борьбы с немецко-фашистскими захватчиками и проявленные при этом мужество и героизм капитану Целику Кириллу Ивановичу посмертно присвоено звание Героя Советского Союза.

## Награды
Награждён орденами Ленина, Отечественной войны 1-й степени, тремя орденами Красной Звезды.

## Память
Именем Героя названа улица в селе Великая Косница.